# 1e Pantserdivisie (Verenigd Koninkrijk)
De Britse 1e Pantserdivisie (Engels: 1st Armoured Division) is een Britse pantserformatie van het British Army. Het werd in oktober 1937 opgericht en was betrokken bij de Tweede Wereldoorlog en werd kort daarna ontbonden. In 1960 werd de pantserdivisie nieuw leven ingeblazen en ze bestaat nog steeds.

## Geschiedenis
De pantserdivisie werd in 1937 opgericht als The Mobile Division en werd in 1939 omgedoopt in de 1e Pantserdivisie. In april 1940 werd de pantserdivisie als onderdeel van de British Expeditionary Force naar Frankrijk gezonden. Op 16 juni 1940 werd de 1e Pantserdivisie geëvacueerd.
Na de val van Frankrijk in juni 1940 tot 27 augustus 1941 was de pantserdivisie gestationeerd in Groot-Brittannië. Daarna vertrok de 1e Pantserdivisie onder bevel van generaal-majoor Herbert Lumsden naar Egypte waar ze op 13 augustus 1941 arriveerden. De 1e Pantserdivisie nam deel aan de Slag bij Gazala, de Eerste Slag bij El Alamein, de Tweede Slag bij El Alamein, de Slag bij Tebaga Gap, de Slag bij Akarit, de Slag bij El Kourzia en de Slag bij Tunis.
De 1e Pantserdivisie bleef tot mei 1944 gestationeerd in Noord-Afrika. Toen werd de divisie naar Italië gezonden om te helpen bij de doorbraak van de Gotische Linie. De divisie werd op 1 januari 1945 ontbonden.
In 1960 werd de 1e Pantserdivisie nieuw leven ingeblazen. De pantserdivisie werd gelegerd in Duitsland als onderdeel van de British Army of the Rhine. In 1990 werd de divisiehoofdkwartier verplaatst naar Saoedi-Arabië. Daar nam de pantserdivisie deel aan de Golfoorlog (1990-1991). Aan het einde van de Koude Oorlog was de 1e Pantserdivisie een van de enige Britse divisies die achterbleven in Duitsland. De divisie was in de periode 1996-1997 en 1998-1999 gelegerd in Zuidwest-Bosnië. In 2003 nam de divisie deel aan de Irakoorlog.

## Hoofdkwartier
De divisiehoofdkwartier bevindt zich in Herford in Noordrijn-Westfalen.